# 1985 في الصين
فيما يلي قوائم الأحداث التي وقعت خلال عام 1985 في الصين.

## سياسة

### انتهاء فترة المنصب
- 1 يناير – لي تشانغ تشون عمدة شنيانغ.

## مواليد

### يناير
- 23 يناير – دونغ فانغجو لاعب كرة قدم صيني.[1]

### فبراير
- 22 فبراير – ليو كاودونج مهندس صيني.

### مارس
- 2 مارس – شياو جين متسابق دراجات نارية صيني.
- 19 مارس – تشان كين سينغ لاعب كرة قدم صيني.[2]
- 28 مارس – إيك يانغ ملاكم صيني.

### أبريل
- 10 أبريل – وانغ منغ

### مايو
- 29 مايو – جي يانيان لاعبة كرة سلة صينية.[3]

### يونيو
- 5 يونيو – لام كا واي لاعب كرة قدم صيني.[4]

### يوليو
- 14 يوليو – تشان سيو كي لاعب كرة قدم هونغ كونغي.[5]
- 15 يوليو – جو تينغ لاعب كرة قدم صيني.[6]
- 19 يوليو – جو هايبين لاعب كرة قدم صيني.[7]

### نوفمبر
- 6 نوفمبر – سون يو لاعب كرة سلة صيني.
- 10 نوفمبر – وو مينشيا غطاسة صينية.
- 21 نوفمبر – ويليام تشن[8]

### ديسمبر
- 3 ديسمبر – زهاو شوري لاعب كرة قدم صيني.[9]
- 10 ديسمبر – بو زانزاي لاعب شطرنج صيني.

## وفيات

### نوفمبر
- 14 نوفمبر – ولنغتون كو (مواليد 1888)[10]